# Jacques van Thienen
Jacques van Thienen, en néerlandais Jacob van Thienen ou Jacob van Gobertingen, le "Maître de Sainte-Gudule qu'on appelle Van Thienen", est un architecte bruxellois des XIVe et XVe siècles.
Il est considéré, avec son collègue Jean Bornoy, comme l'architecte qui, dès 1402, commença et conçut l'aile gauche de l'Hôtel de ville de Bruxelles. Son nom figure, en effet, dans le compte des dépenses de construction de l'Hôtel de Ville en 1405.
Quant à la tour, elle est l'œuvre de Jean van Ruysbroeck.